# オープンソースのコーデックとコンテナフォーマット一覧
オープンソースのコーデックとコンテナフォーマット一覧（オープンソースのコーデックとコンテナフォーマットいちらん）では、オープンソースで利用可能なマルチメディアコーデックとコンテナフォーマットを掲載する。MP3のエンコーダであるLAMEのように、ソフトウェア特許を含めた制約の可能性があるものもリストに含めている。

## コンテナフォーマット
- Ogg
- OGM
- Matroska
- NUT
- Libquicktime と Quicktime 4 Linux
- WebM

## 動画コーデック
- 非可逆
  - x264
  - en:OpenH264
  - en:x265
  - Xvid
  - Theora
  - Dirac
  - Daala
  - OpenAVS
  - Snow
  - libvpx (VP8/VP9)
  - Thor
  - AOMedia Video 1 (AV1)
- 可逆
  - Lagarith
  - Huffyuv
  - UtVideo

## 音声コーデック
- ナローバンド(音声通信用)
  - iLBC
  - Speex – 音声用圧縮コーデック。公式サイトでは、新しいOpusを使うようアナウンスされている
  - SILK
  - CELT
- 非可逆
  - LAME(MP3のオープンソースの実装)
  - TooLAME/TwoLAME – MP2のオープンソースの実装
  - Vorbis
  - Musepack
  - OpenAVS
  - Opus – CELTの後継でIETF標準(OpusはWebRTC実装に必須である)
  - FAAC と FAAD2 - AACのオープンな実装
  - Aften - (ドルビーデジタルのエンコーダ)
  - liba52 - (ドルビーデジタルのデコーダ)
  - dcaenc - (DTSのエンコーダ)
  - libdca - (DTSのデコーダ)
- 可逆
  - FLAC
  - TTA
  - WavPack
  - Apple Lossless
  - Shorten